# Zog Ier
 (octobre 2014).
Ahmet Zogu (nom de naissance : Ahmet Muhtar Bej Zogolli), né le 8 octobre 1895 et mort le 9 avril 1961, est un homme d'État albanais.
Premier ministre à deux reprises puis président de la République à partir du 31 janvier 1925, il s'autoproclame roi des Albanais sous le nom de Zog Ier (ou Zogu Ier), à partir du 1er septembre 1928, après avoir remplacé la première République albanaise par le Royaume albanais. Son règne prend fin le 8 avril 1939 lors de l'invasion italienne.

## Biographie

### Jeunesse

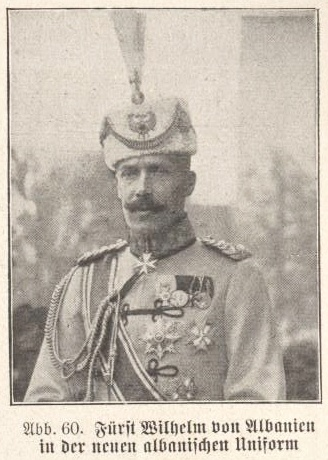
Le prince Vidi en 1912.

Né en Albanie centrale, le 8 octobre 1895 à Burgajet, Ahmet Zogu est le fils d’un puissant chef de clan féodal albanais de la région du Mati. Sa mère, Sadije Toptani, descendait d’une famille de grands propriétaires terriens de la vieille noblesse albanaise. Ses quatre sœurs cadettes devinrent toutes princesses et altesses, et l'une d'elles devint altesse impériale en épousant le prince Şehzade Mehmed Abid, l'un des représentants de la défunte dynastie ottomane ayant régné plus de 600 ans sur l'Empire ottoman.
Zogu est envoyé à Constantinople, où il fait ses études au lycée de Galatasaray. Mais en 1911, il revient prématurément à la suite du décès de son père, auquel il doit succéder au poste de gouverneur. Durant les guerres balkaniques, Zogu repousse les Serbes et soutient l’indépendance proclamée par Ismail Qemali.
Partisan du prince Vidi (né prince Wilhelm zu Wied, d'origine allemande), le nouveau souverain choisi par les grandes puissances, il combat durant la Première Guerre mondiale aux côtés des Austro-Hongrois. Cependant, ces derniers le trouvent gênant, Zogu profitant surtout de la situation pour occuper les territoires voisins[réf. nécessaire].
Pour s’en débarrasser sans se mettre à dos la famille Zogu, les Autrichiens le nomment colonel d’une petite troupe et l’envoient à Vienne. Là-bas, Zogu est arrêté et retenu jusqu’à la fin de la guerre. Envoyé à Rome, il est rapatrié en Albanie en 1919.

### Parcours politique

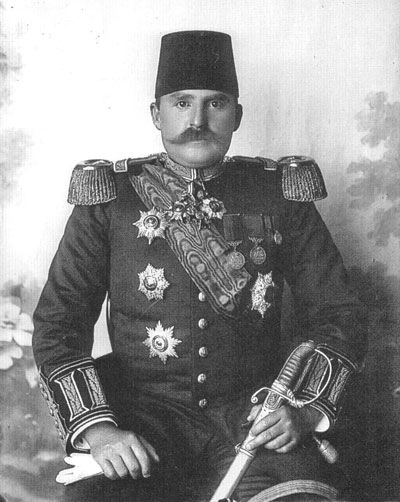
Essad Pacha Toptani pendant la Première Guerre mondiale.

L'Albanie, depuis son départ, était restée une monarchie, dont le prince est en exil. Le prince Vidi, parti en exil, est représenté par le Haut Conseil.
Dès son retour au pays, Zogu se lance dans la politique. En 1920, il mate une rébellion, empêchant ainsi son oncle Essad Pacha Toptani, d'accéder au trône ; cet acte lui vaut d'être nommé ministre de l'Intérieur, poste qu'il occupe durant quatre ans.
Tout en devenant gouverneur de Shkodër de 1920 à 1921, il est promu général et commandant en chef de l'armée de 1921-1922. Pendant cette période, il est membre du parti dominant la vie politique du pays, le « Parti populaire ». Ces deux années sont aussi très marquées par les moyens répressifs qu'utilise Zogu pour combattre le désordre. Ses méthodes abusives sont désapprouvées par plusieurs membres de son parti, en particulier par Fan Noli, Luigj Gurakuqi (un héros national assassiné en 1925 par les partisans de Zogu) et Avni Rustemi qui forment en opposition le « Parti démocrate » de gauche-libérale.

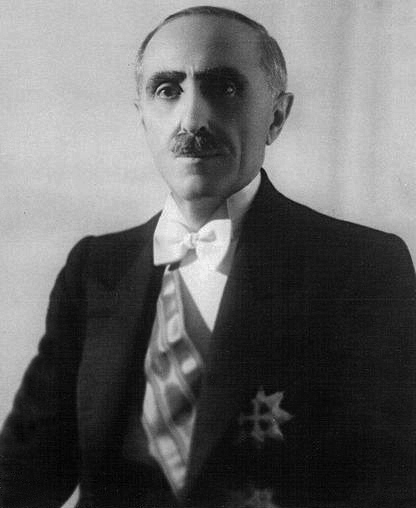
Shefqet Verlaci en 1940.

En 1922, Zogu devient Premier ministre et change de parti : il rejoint les conservateurs d’extrême droite du « Parti progressif ». Ce changement de position soudain est dû à ses fiançailles avec la fille de Shefqet Verlaci, le chef du parti.
La tension entre les deux partis est telle que, le 23 février 1924, Zogu échappe de peu à un attentat au parlement et n'est que légèrement blessé. Peu après, un scandale financier éclate, ce qui l’oblige finalement à démissionner le 5 mars 1924. Il est remplacé par son « futur » beau-père, Shefqet Verlaci. Zogu, irrité, fait assassiner en représailles, le 22 avril, un député de l'opposition, Avni Rustemi. Cet acte provoque l'indignation de tous et une insurrection dirigée par Fan Noli renverse en un mois le gouvernement. Zogu et ses alliés se réfugient alors en Yougoslavie, où depuis Belgrade, ils obtiennent l'aide du gouvernement yougoslave. En effet ces derniers craignent que le gouvernement de Fan Noli ne sympathise avec l’URSS. Ainsi, six mois après, le 23 décembre 1924, Zogu envahit le pays et reprend le pouvoir. À la suite de ce coup d’État, la totalité de ses opposants s’exilent ou sont arrêtés.

#### Présidence
Zogu a désormais le champ libre pour tous ses projets. Ainsi il proclame la République et est élu président de la République le 31 janvier 1925, pour un mandat de sept ans. Il fait voter une Constitution le 7 mars 1925, lui donnant de très importants pouvoirs. En un an, il interdit les partis, arrête tout opposant au régime, instaure la censure et fait régner l’ordre à l’aide d’une solide gendarmerie.
Après avoir soudoyé les seigneurs féodaux, Zogu peut enfin se lancer dans la modernisation et l’européanisation du pays. Il abolit progressivement le servage et le port du voile, réforme l’administration, instaure l’égalité devant l’impôt et l’idée d’une nation émerge enfin dans le peuple.

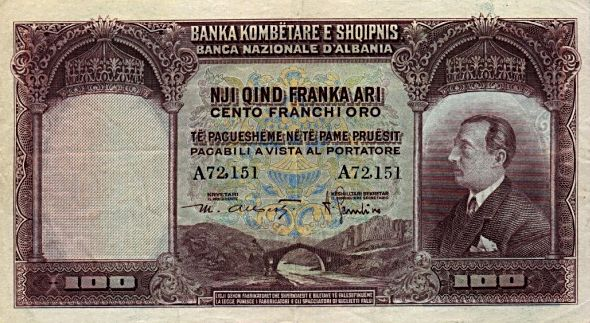
Billet albanais de 100 Franka (1926), à l'effigie du président Ahmet Zogu.

Malgré tout, l’Albanie a plusieurs siècles de retard à rattraper et les moyens financiers manquent. Zogu ouvre donc ses frontières aux capitaux étrangers : immédiatement l’Italie fasciste propose son aide. Cette dernière crée et finance dès mars 1925 la Banque nationale d’Albanie, accordant d’importants prêts, vitaux pour le pays. Dans ces conditions, le 27 novembre 1926, Zogu signe avec Benito Mussolini, un traité de statu quo politique et territorial donnant à l’Italie une suprématie incontestée sur la mer Adriatique. Ce dernier se voyant ainsi accorder le droit d’intervenir militairement en Albanie à la demande de Zogu.
La Yougoslavie vit en la signature de cet acte une possibilité d’agression de la part des Italiens et se brouilla alors avec l’Albanie et l’Italie. Commence alors, entre la Yougoslavie et l’Italie, une surenchère d’alliances qui amène finalement, le 22 novembre 1927, au deuxième traité de Tirana. Ce second pacte, présenté comme un traité d’alliance offensive et défensive entre les deux pays, visait à la préparation de l'établissement d'un protectorat à venir sur l'Albanie. Zogu, réticent, se voit obligé de signer.

#### Roi des Albanais

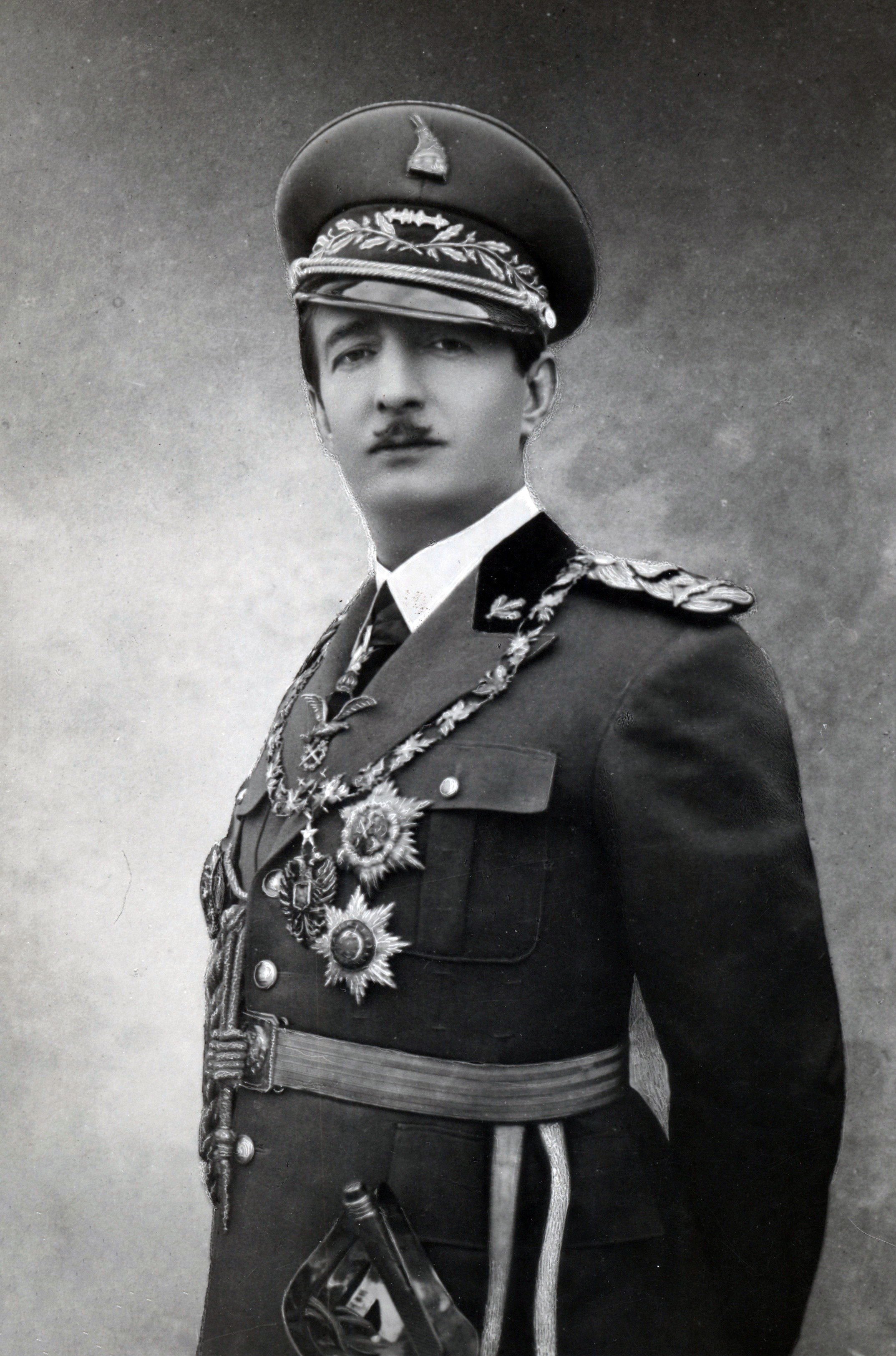
Zog Ier en 1939.

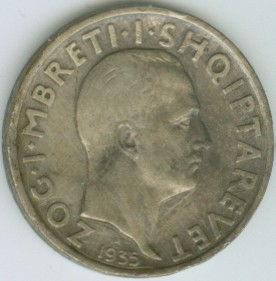
Monnaie frappée du nom du roi « Zog » (1935).

Le 1er septembre 1928, après avoir modifié la Constitution, Ahmet Zogu s’autoproclame roi des Albanais sous le nom de Zog Ier, supprimant son prénom jugé trop musulman.
En devenant roi, Zog légitime son pouvoir et peut enfin se lancer sur la voie de la modernisation sans qu’aucune opposition ne se manifeste. Ainsi, il instaure dès 1929 un code civil, un code pénal et un code commercial, éradique la féodalité et proclame l’Albanie, pays laïc. Il établit le suffrage universel et développe à travers tout le pays des infrastructures, des routes, des écoles, des hôpitaux… En 1930, il entame aussi une réforme de l’agriculture, mais devant les réticences des grands propriétaires, les principaux soutiens du trône, cette action se solde par un échec.
N’ayant plus besoin du soutien de son ancien chef de parti, Shefqet Verlaci, Zog, fiancé avec sa fille, rompt son alliance avec celui-ci. Son ancien « beau-père » n’a plus qu’une idée en tête : tuer Zog. À tel point qu’en 1931, le roi échappe à un attentat à Vienne. Après cet événement, Zog s’entoure d’une garde rapprochée, évite au maximum de se montrer à la foule et, craignant d’être empoisonné, surveille étroitement les cuisines. Dans ces conditions, le roi s'ennuie. Il passe alors ses journées à jouer au poker et à fumer des cigarettes parfumées (environ 150 par jour) ; plus de 10 % du budget national sert à entretenir la cour.
La crise de 1929 n’épargne pas l’Albanie et le jeune État subit de plus en plus l’hégémonie de l’Italie. Zog, pour contrebalancer l’influence italienne, avait gardé, au grand dam de Mussolini, des officiers britanniques dans sa gendarmerie. Ce dernier, ne supportant pas cet affront, prit prétexte des intérêts non payés en 1932 et 1933 pour exiger le renvoi des Britanniques et la nomination d'officiers italiens à leur place. Il tente aussi d’imposer une union douanière donnant ainsi aux Italiens le contrôle des entreprises nationales. Zog refuse et cherche désespérément l’aide de pays voisins. Il signe alors rapidement des traités avec la Yougoslavie et la Grèce puis nationalise dans un dernier espoir l’enseignement, dirigé en grande partie par des prêtres italiens. Mais en vain. Le 22 juin 1934, Mussolini envoie la marine italienne faire une démonstration navale à Durrës. Zog n’a plus d’autre choix que de se soumettre et signe un traité imposé par Mussolini, permettant le contrôle de l’économie albanaise par des sociétés italiennes. Le montant total des investissements italiens atteignent dès lors les 280 millions de francs-or alors que le budget albanais ne dépassera pas la barre des 28 millions. L’Albanie devient de fait un protectorat italien.
De 1929 à 1933, il a pour maîtresse, Tania Visirova, danseuse nue des Folies Bergère ; leur relation sert de base au roman-feuilleton de Roger Vailland La Visirova, publié dans Paris-Soir en 1933.

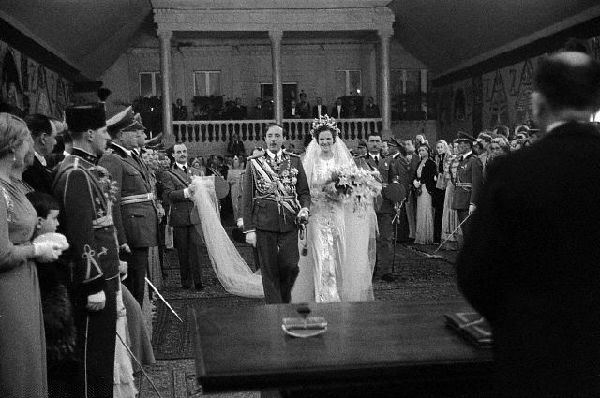
Mariage du roi Zog et Géraldine Apponyi, le 27 avril 1938.

Zog Ier devient petit à petit un monarque « fantoche », mais régnant toujours en véritable despote « éclairé ». Ainsi il donne le droit de vote aux femmes en 1937. Néanmoins le contrôle italien sur le pays l’irrite et Zog renforce le caractère dictatorial de son régime, le rendant très impopulaire.
Le 27 avril 1938, Zog se marie avec Géraldine Apponyi, fille d’un comte hongrois et d’une Américaine. La nouvelle reine a vingt ans de moins que le roi. Le couple royal n'a qu’un fils, le prince héritier Leka, né le 5 avril 1939 à Tirana deux jours avant l'invasion italienne.
Au cours de son règne, il prétendit avoir survécu a plus de 50 tentatives d'assassinat, mais seulement 4 ou 5 tentatives sont avérées.

#### L'invasion «romaine»
En mai 1938, le comte Ciano, gendre et ministre des Affaires étrangères de Mussolini, conseille vivement à ce dernier d'envahir l’Albanie. Cette action, prévue pour le printemps 1939, aurait pour objectif le début de la reconstitution de l'ancien Empire romain. Le roi Zog, « ayant eu vent » de l'affaire, s'informe auprès de l'état-major italien, qui le rassure, en raison de l'indécision de Mussolini.
Ciano, de son côté, essaie d'avoir le soutien du Premier ministre yougoslave en l'achetant, mais le prince Paul, régent du jeune Pierre II, apprend la nouvelle et le renvoie le 4 février 1939. Le roi Zog est maintenant persuadé du sort qui l’attend. Et le 25 mars 1939, Mussolini envoie un ultimatum. Le souverain, abandonné par l'élite politique du pays, tente alors de gagner du temps avec une contre-proposition qui ne sera même pas examinée, sans qu’aucune intervention internationale ne se fasse, y compris de la part de la SDN.

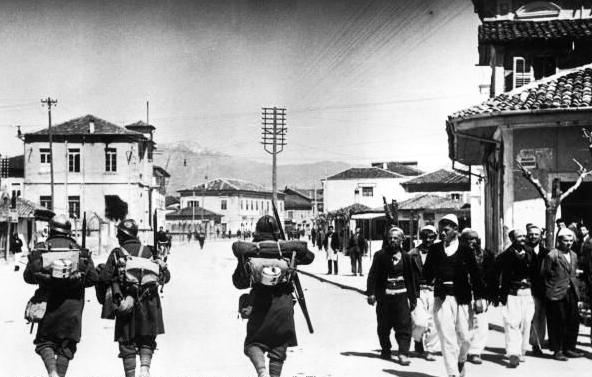
Soldats italiens en Albanie, le 7 avril 1939.

Le 7 avril 1939, Mussolini adresse au Royaume albanais un ultimatum, suivi d’un bombardement, puis 40 000 soldats italiens envahissent le pays. L’Albanie qui ne comportait qu’une armée de 4 500 soldats ne résiste pas, sauf à Durrës où la marine albanaise et les gendarmes de la ville tentent de repousser un débarquement italien.
Le 8 avril 1939, Zog Ier part en exil. La régence est assurée par Xhafer Ypi (du 9 au 12 avril) puis par Shefqet Verlaci (du 12 au 16 avril). Le 16 avril, le roi est dans l’obligation d’abdiquer et remet sa couronne au roi d'Italie Victor-Emmanuel III.[réf. nécessaire] Les Italiens furent d'abord acclamés par le peuple comme des libérateurs. Mais, peu à peu, le roi modernisateur commença à être regretté. En effet, son caractère ne lui permit pas d'envisager une résistance aux Italiens autrement qu'en jouant la carte de la dureté transformant ses velléités démocratiques en un diktat autocrate pourtant bien répandu à l'époque et notamment dans les Balkans. Contraint à l'exil, il laisse un pays en voie de modernisation, avec des hôpitaux, des écoles, des ateliers, des hospices, des routes praticables, la laïcité et l'égalité des femmes avec les hommes.

#### L'exil

##### Pendant la Seconde Guerre mondiale
L'Albanie devient une colonie italienne. Le monarque albanais en exil se réfugie en Grèce, puis en Turquie, en Roumanie, en Pologne, en Estonie, en Suède, en Norvège et enfin en France. En mai 1940, Zog quitte la France battue par les troupes allemandes et s'enfuit à Londres avec une partie de l’or de son pays et y forme un gouvernement en exil.
Du fait des relations étroites liant le Royaume-Uni et l’Albanie — depuis les années 1920, des conseillers militaires britanniques encadrent l'armée albanaise — des équipes du SOE en Albanie se sont infiltrées dans le pays pour encadrer la résistance armée à l'occupant.
La résistance albanaise s’organise principalement autour du Parti communiste albanais, sous la direction d’Enver Hoxha, et en liaison avec le mouvement de Tito en Yougoslavie, même s’il existe d’autres mouvements de résistance : le Parti du Front national (Balli Kombëtar) de Midhat Frashëri, un mouvement nationaliste anti-italien, anticommuniste et antiroyaliste et les Zoguistes d’Abaz Kupi. En septembre 1942, la Conférence de libération nationale regroupe communistes et nationalistes de différentes tendances et donne naissance au Front de libération national (FLN). Seuls les partisans d'Ishan Toptani restent en dehors des affrontements idéologiques des trois autres mouvements de résistance, qui parfois se combattent par les armes au lieu d’affronter l’occupant italien, puis allemand.
Après la capitulation de l'Italie, le 8 septembre 1943, le pays subit l'occupation nazie. Le 28 novembre 1944, toute l’Albanie est libérée, mais est alors dirigée par les communistes.
En janvier 1946, l'Assemblée constituante décide l'abolition de la monarchie et l'instauration de la République populaire d'Albanie, dirigée par Enver Hoxha, est proclamée. Le nouveau régime interdit au roi et à sa famille de revenir dans le pays.

##### Après la guerre

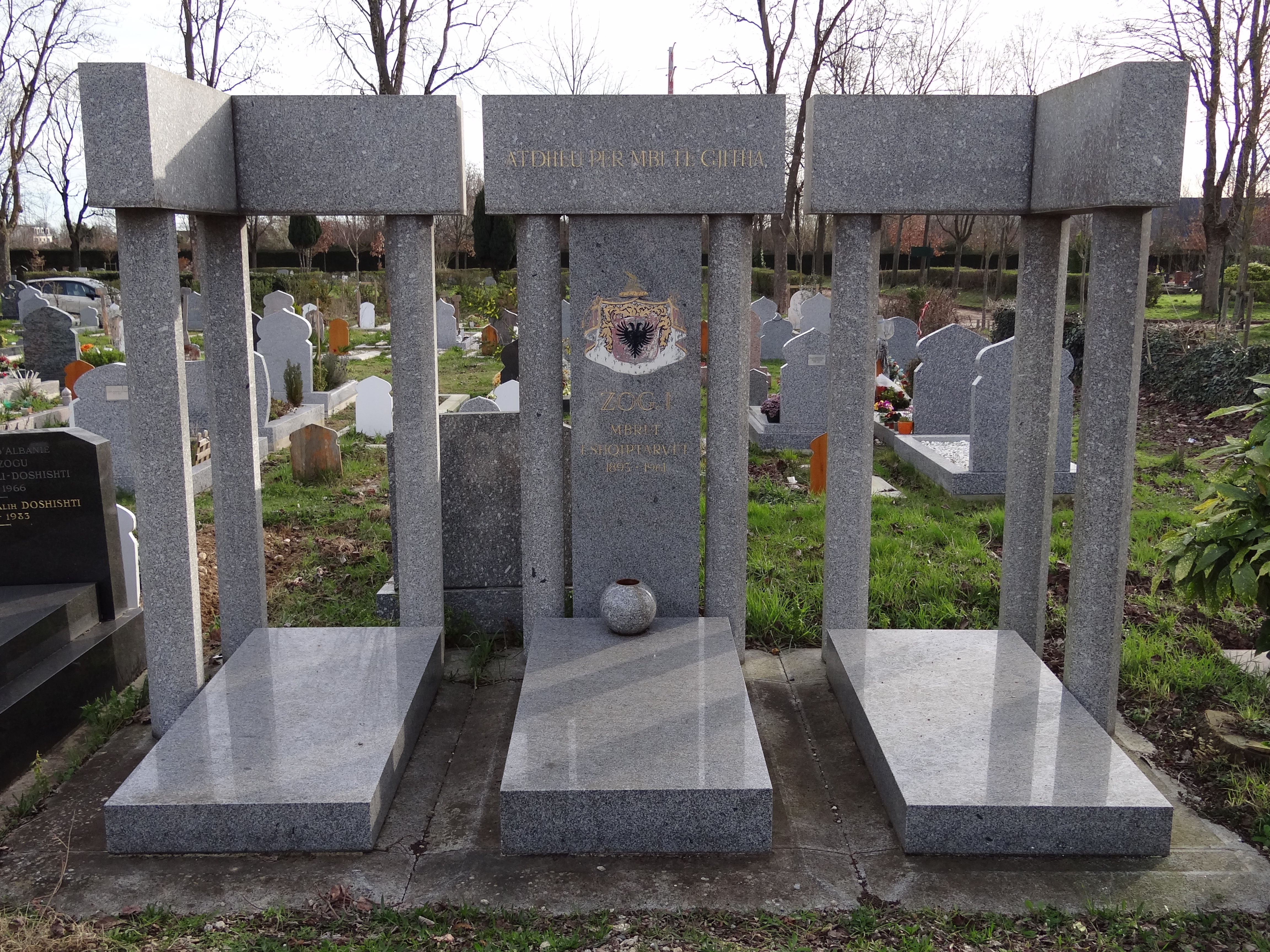
La tombe de Zog Ier au cimetière parisien de Thiais de 1961 à 2012.

En 1946, la famille royale quitte l’Angleterre pour l’Égypte du roi Farouk, Zog espérant ainsi bénéficier de l'appui des souverains arabes. L'échec du projet Valuable (1949-1952), dénoncé aux Soviétiques par l'agent double Kim Philby, mené conjointement par la CIA et le MI6, réduit à néant ses chances de remonter un jour sur le trône.
En 1951, il achète un manoir à New York où il veut installer sa cour de 115 membres, mais il n’obtiendra que vingt visas et y renonce.
Zog quitte l'Égypte en 1952, quand Nasser prend le pouvoir, et s'installe en France, sur la Côte d’Azur, ruiné et fatigué. En 1957, il proclame son fils Leka comme son seul et unique successeur. Malade, il meurt à 65 ans le 9 avril 1961, à l'hôpital Foch, à Suresnes (Hauts-de-Seine), vingt-deux ans jour pour jour après son départ d'Albanie. Il est alors inhumé au cimetière parisien de Thiais (Val-de-Marne).
En juin 2002, après soixante-trois ans d’exil, Leka et sa famille peuvent revenir définitivement en Albanie, grâce à l'abrogation de la loi d'exil qui les frappait.
Le 14 novembre 2012, la dépouille du roi est exhumée du cimetière parisien de Thiais afin d'être rapatriée en Albanie où elle est ré-inhumée le 18 novembre suivant dans un mausolée royal à Tirana lors des cérémonies célébrant le centième anniversaire de l'indépendance du pays.

## ZogIerdans la littérature
Le roman de Roger Vailland, La Visirova, relate la relation de Zog (Tayeb) avec Tania Visirova.
Le roi Zog est cité sur un ton humoristique par George Orwell dans son roman Un peu d'air frais (Coming up for air).
Le psychanalyste français Jean-Luc Tourenne a écrit plusieurs romans historiques relatant la vie du roi Zog : L'Aigle des Balkans (2002), Zog, Roi d'Albanie (2013) et Një Mbret në Shqipëri (Un Roi en Albanie) (2012).
L'écrivain turc Necati Cumalı dans le Dernier Seigneur des Balkans lui consacre quelques épisodes anecdotiques.
Plusieurs auteurs ayant écrit sur Tintin, dont Pierre Assouline, Dodo Nita et Philippe Goddin, secrétaire général de la Fondation Hergé de 1989 à 1999, estiment que le roi Zog Ier a inspiré, pour le physique et l’allure générale, la figure du roi de Syldavie, Muskar XII. D'autres tintinologues estiment au contraire que « les uniformes, les casquettes et les moustaches sont communs à trop de jeunes souverains ou prétendants d’avant-guerre » pour que l'on puisse confirmer une quelconque inspiration particulière.
Roger Peyrefitte en fait un portrait ironique dans son roman La fin des ambassades. Il décrit un repas pris chez Maxim en sa compagnie en tant que diplomate juste avant l'exil du roi à Londres.
Il est cité dans la chanson Don Juan des Pet Shop Boys.

## Honneurs albanais
- Souverain du Grand Collier d'honneur d'Albanie[11].
- Souverain de l'ordre de la Besa.
- Souverain de l'ordre de Skanderbeg.
- Souverain de l'ordre du Courage.
- Ordre du Drapeau national (posthume)[12].

### Bibliographie et sources

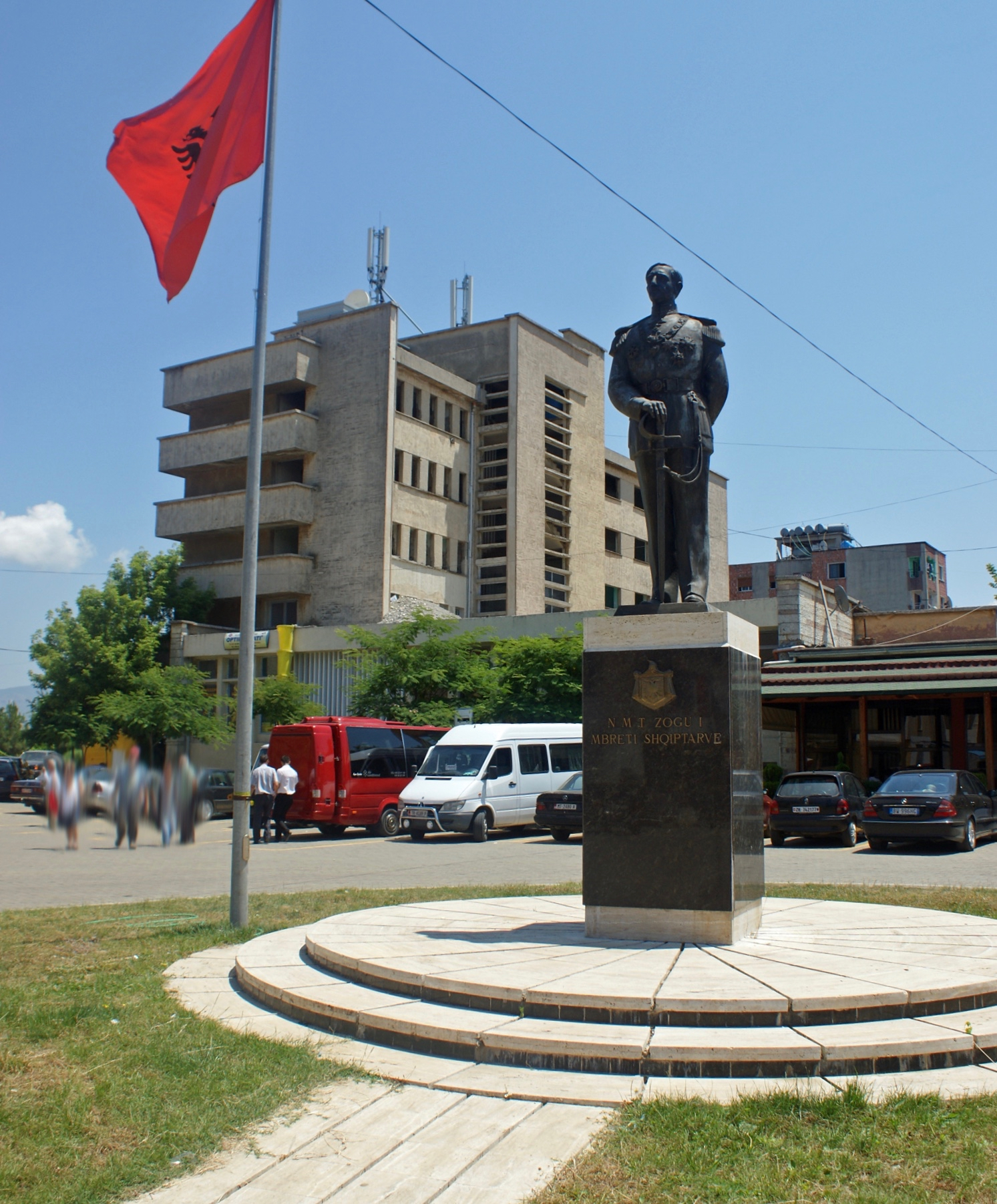
Monument érigé à Burrel (Burgajet) (Albanie), la ville natale d'Ahmet Zogu.

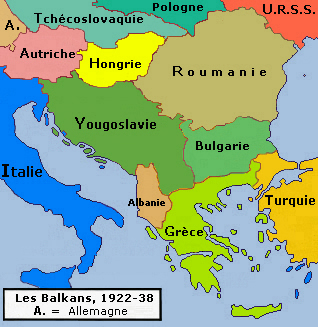
Les Balkans (1922-1938).